# Флаг Забайкальского края
Флаг Забайка́льского края, наряду с гербом, является официальным символом Забайкальского края Российской Федерации.
Флаг утверждён законом Забайкальского края от 17 февраля 2009 года № 130-ЗЗК и внесён в Государственный геральдический регистр Российской Федерации с присвоением регистрационного номера 5071.

## Описание

Флаг Читинской области (1995—2008)

Флаг Агинского Бурятского автономного округа (2001—2008)

«Флаг Забайкальского края представляет собой прямоугольное полотнище, разделённое вилообразно на три части: две горизонтальные полосы одинаковой ширины — верхняя зелёного, нижняя красного цветов; у древка жёлтый равнобедренный треугольник, высотой, равной половине длины полотнища, основание которого совпадает с краем у древка.
Отношение ширины флага к его длине 2:3».

## Символика флага
Структура флага находится в стилевом единстве с гербом Забайкальского края. Рисунок флага, его цветовое изображение взяты из элемента палисада, изображённого на щите исторического герба Забайкальской области, утверждённого 12 (24) апреля 1859 года императором Александром II. Цвета флага повторяют основные цвета герба Забайкальского края, символизируя собой природные особенности края: 

жёлтый — бескрайнюю степь; 

зелёный — тайгу, богатый животный мир; 

красный — энергосодержащие недра.
На символику цветов флага распространяется также геральдическое значение цветов: 

жёлтый — символ богатства и справедливости; 

зелёный — символ надежды, радости, изобилия; 

красный — символ мужества и неустрашимости.

## История
Забайкальский край образован 1 марта 2008 года в результате объединения Читинской области и Агинского Бурятского автономного округа.
Флаг Забайкальского края идентичен флагу Читинской области, утверждённому 22 декабря 1995 года законом Читинской области № 24-ЗЧО и внесённому в Государственный геральдический регистр Российской Федерации с присвоением регистрационного номера 185.
Закон о гербе и флаге Забайкальского края принят Законодательным собранием региона 11 февраля 2009 года. Несмотря на то, что над разработкой символики региона в течение полугода работала комиссия, был проведён конкурс на лучший эскиз, герб и флаг Забайкальского края идентичны гербу и флагу Читинской области, что говорит о преемственности развития территории.
Закон о флаге и гербе Забайкальского края опубликован в газете «Забайкальский рабочий» 18 февраля 2009 года и вступил в силу в первый День рождения Забайкальского края — 1 марта 2009 года. В этот же день в 10.00 флаг был поднят на здании регионального правительства. При этом флаг поднимали и опускали не менее пяти раз, чтобы дать возможность присутствующим журналистам качественно заснять процесс.

## Флаги муниципальных образований
На 1 января 2021 года в Забайкальском крае насчитывалось 392 муниципальных образования — 4 городских округа, 2 муниципальных округа, 29 муниципальный район, 42 городских и 315 сельских поселений.

### Флаги городских округов
| Флаг | Наименование                              | Дата утверждения | Номер в ГГР |
| ---- | ----------------------------------------- | ---------------- | ----------- |
|      | Флаг городского округа «Город Чита»       | 14 декабря 2006  |             |
|      | Флаг городского округа «Посёлок Агинское» | 28 июня 2012     | 7735        |

### Флаги муниципальных округов
| Флаг | Наименование                          | Дата утверждения                | Номер в ГГР |
| ---- | ------------------------------------- | ------------------------------- | ----------- |
|      | Флаг Каларского муниципального округа | 22 декабря 2005 18 декабря 2020 | 2159        |

### Флаги муниципальных районов
| Флаг | Наименование                                              | Дата утверждения | Номер в ГГР |
| ---- | --------------------------------------------------------- | ---------------- | ----------- |
|      | Флаг муниципального района «Агинский район»               | 29 сентября 2015 | 10516       |
|      | Флаг муниципального района «Александрово-Заводский район» | 21 декабря 2015  | 10719       |
|      | Флаг муниципального района «Борзинский район»             | 20 декабря 2005  | 649         |
|      | Флаг муниципального района «Газимуро-Заводский район»     | 10 июня 2014     | 9519        |
|      | Флаг муниципального района «Красночикойский район»        | 28 июня 2011     | 7160        |
|      | Флаг муниципального района «Нерчинский район»             | 6 декабря 2011   | 7345        |
|      | Флаг муниципального района «Нерчинско-Заводский район»    | 23 марта 2012    | 7731        |

| Флаг | Наименование                                           | Дата утверждения | Номер в ГГР |
| ---- | ------------------------------------------------------ | ---------------- | ----------- |
|      | Флаг муниципального района «Ононский район»            | 17 февраля 2014  | 10767       |
|      | Флаг муниципального района «Тунгиро-Олёкминский район» | 26 октября 2012  | 8021        |
|      | Флаг муниципального района «Улётовский район»          | 27 апреля 2012   | 7733        |
|      | Флаг муниципального района «Чернышевский район»        | 10 февраля 2016  | 10780       |
|      | Флаг муниципального района «Читинский район»           | 26 мая 2017      |             |
|      | Флаг муниципального района «Шелопугинский район»       | 10 февраля 2016  | 12438       |
|      | Флаг муниципального района «Шилкинский район»          | 17 марта 2000    | 812         |

### Флаги городских поселений
| Флаг | Наименование                                                            | Дата утверждения | Номер в ГГР |
| ---- | ----------------------------------------------------------------------- | ---------------- | ----------- |
|      | Флаг городского поселения «Забайкальское» Забайкальского района         | 11 декабря 2012  | 8042        |
|      | Флаг городского поселения «Город Краснокаменск» Краснокаменского района | 26 июня 2003     | не внесён   |
|      | Флаг городского поселения «Нерчинское» Нерчинского района               | 21 февраля 2012  | 7570        |

| Флаг | Наименование                                                | Дата утверждения | Номер в ГГР |
| ---- | ----------------------------------------------------------- | ---------------- | ----------- |
|      | Флаг городского поселения «Новоорловск» Агинского района    | 28 мая 2014      | 9956        |
|      | Флаг городского поселения «Приисковское» Нерчинского района | 3 июня 2013      | 8541        |
|      | Флаг городского поселения «Сретенское» Сретенского района   | 6 сентября 2011  | 7236        |

### Флаги сельских поселений
| Флаг | Наименование                                                   | Дата утверждения | Номер в ГГР |
| ---- | -------------------------------------------------------------- | ---------------- | ----------- |
|      | Флаг сельского поселения «Андронниковское» Нерчинского района  | 11 марта 2014    | 9466        |
|      | Флаг сельского поселения «Бишигинское» Нерчинского района      | 30 августа 2019  | 12554       |
|      | Флаг сельского поселения «Верхнеключевское» Нерчинского района | 22 октября 2019  | 12705       |
|      | Флаг сельского поселения «Верхнеумыкэйское» Нерчинского района | 30 января 2020   | 12974       |
|      | Флаг сельского поселения «Доронинское» Улётовского района      | 8 сентября 2011  | 12023       |
|      | Флаг сельского поселения «Зареченское» Нерчинского района      | 20 июня 2013     | 8410        |
|      | Флаг сельского поселения «Знаменское» Нерчинского района       | 27 июня 2013     | 8631        |
|      | Флаг сельского поселения «Зюльзинское» Нерчинского района      | 22 апреля 2016   | 11021       |
|      | Флаг сельского поселения «Илимское» Нерчинского района         | 17 июня 2013     | 8521        |

| Флаг | Наименование                                                         | Дата утверждения | Номер в ГГР |
| ---- | -------------------------------------------------------------------- | ---------------- | ----------- |
|      | Флаг сельского поселения «Казановское» Шилкинского района            | 26 июля 2019     | 12525       |
|      | Флаг сельского поселения «Красночикойское» Красночикойского района   | 18 сентября 2014 | 9730        |
|      | Флаг сельского поселения «Кумакинское» Нерчинского района            | 24 ноября 2015   | 10778       |
|      | Флаг сельского поселения «Малоархангельское» Красночикойского района | 18 февраля 2015  | 10349       |
|      | Флаг сельского поселения «Нижнеключевское» Нерчинского района        | 31 октября 2019  | 12707       |
|      | Флаг сельского поселения «Олеканское» Нерчинского района             | 24 октября 2014  | 9732        |
|      | Флаг сельского поселения «Олинское» Нерчинского района               | 22 июля 2013     | 8633        |
|      | Флаг сельского поселения «Пешковское» Нерчинского района             | 18 октября 2013  | 9214        |
|      | Флаг сельского поселения «Улан-Цацыкское» Оловяннинского района      | 30 ноября 2018   |             |

### Упразднённые флаги
| Флаг | Наименование                                 | Дата утверждения | Дата отмены     |
| ---- | -------------------------------------------- | ---------------- | --------------- |
|      | Флаг муниципального района «Ононский район»  | 22 февраля 2011  | 17 февраля 2014 |
|      | Флаг муниципального района «Читинский район» | 25 декабря 2014  | 29 июня 2016    |
|      | Флаг муниципального района «Читинский район» | 29 июня 2016     | 26 мая 2017     |

| Флаг | Наименование                                                                     | Дата утверждения | Дата отмены     |
| ---- | -------------------------------------------------------------------------------- | ---------------- | --------------- |
|      | Флаг сельского поселения «Буруканское» Газимуро-Заводского муниципального района | 26 ноября 2009   | 19 февраля 2010 |
|      | Флаг сельского поселения «Казановское» Шилкинского района                        | 18 июня 2019     | 26 июля 2019    |

## Флаги упразднённых субъектов
1 марта 2008 года в составе Российской Федерации, в результате объединения двух граничащих между собой субъектов Российской Федерации — Читинской области и Агинского Бурятского автономного округа, образовался новый субъект Российской Федерации — Забайкальский край.
| Флаг | Наименование                                 | Дата утверждения | Дата отмены     | Примечание                                              |
| ---- | -------------------------------------------- | ---------------- | --------------- | ------------------------------------------------------- |
|      | Флаг Читинской области                       | 22 декабря 1995  | 17 февраля 2009 | С 1 марта 2009 года флаг Забайкальского края            |
|      | Флаг Агинского Бурятского автономного округа | 29 ноября 1996   | 6 июля 2001     |                                                         |
|      | Флаг Агинского Бурятского автономного округа | 6 июля 2001      | 17 февраля 2009 | С 18 октября 2009 года флаг Агинского Бурятского округа |